# Poljšica pri Podnartu
Poljšica pri Podnartu este o localitate din comuna Radovljica, Slovenia, cu o populație de 101 locuitori.